# Carl Schell
Carl Schell (Wolfsberg (Karinthië), 14 november 1927 - Locarno, 6 juni 2019) was een Zwitsers acteur van Oostenrijks afkomst. Hij speelde von Richthofen in de oorlogsfilm The Blue Max (1966).
Hij is de zoon van de schrijver Ferdinand Hermann Schell en actrice Margarete Schell Noé en was de broer van actrice Maria Schell, acteur-regisseur Maximilian Schell en actrice Immy Schell.

## Filmografie
- Kein Engel ist so rein (1950)
- Drei Mädels vom Rhein (1955)
- Babette s'en va-t-en guerre (1959, niet op aftiteling)
- Les naufrageurs (1959)
- Lycanthropus (1961)
- Escape from East Berlin (1962)
- Un branco di vigliacchi (1962)
- Bezauberndes Fräulein (1963)
- The Confession (1964)
- The Blue Max (1966)
- To Die in Paris (1968)
- With Love in Mind (1970)
- Schnee-Treiben (1971)

## Televisieseries
- Espionage (1963)
- The Mask of Janus (1965)
- Jackanory (1966)
- 12 O'Clock High (1966)
- Garrison's Gorillas (1967)
- I Spy (1967)
- Dem Täter auf der Spur (1970)
- Tournee (1971)
- Butler Parker (1972-1973)